# The Visitors
The Visitors ist das achte Studioalbum der schwedischen Popgruppe ABBA. Es wurde am 30. November 1981 in Schweden veröffentlicht. Die Aufnahmen im Studio dauerten von März bis November 1981. Etwa gleichzeitig mit der LP wurde One of Us als Single herausgegeben und, bis zum Comeback 2021 zum letzten internationalen Charterfolg der Gruppe, während die nachfolgende Singleauskopplung Head over Heels floppte. The Visitors war zudem die erste veröffentlichte Audio-CD der Musikgeschichte und wurde am 17. August 1982 vorgestellt.
Im Vergleich zu den Vorgängeralben von ABBA weist dieses einige musikalische Eigenheiten auf, die zuvor in den Produktionen der Gruppe kaum Anwendung fanden. So wird kein einziges Stück auf der gesamten LP von den beiden ABBA-Sängerinnen Agnetha Fältskog und Anni-Frid Lyngstad durchgehend gemeinsam gesungen. Die Lead Vocals wurden in jedem der neun Lieder auf eine der beiden aufgeteilt. Zudem wurden viele Elemente, die bis dato charakteristisch für die Musik der Gruppe gewesen waren, durch neue ersetzt. So handeln die Texte von Trennung, Abschiedsschmerz und Kriegsangst.

## Entstehung
Benny Andersson und Björn Ulvaeus begannen im Februar 1981 mit dem Komponieren für ein neues Studioalbum. Die am 12. Februar 1981 öffentlich bekannt gegebene Scheidung der beiden ABBA-Mitglieder Andersson und Lyngstad überschattete dabei die Arbeit innerhalb der Band. Die Aufnahmen für drei neue Stücke begannen am 16. März 1981 in den Polar Music Studios in Stockholm. Darunter befand sich mit When All Is Said and Done eine Pop-Ballade, deren Text von einer zerbrochenen Beziehung handelt und sich auf die Trennung von Lyngstad und Andersson beziehen sollte. Dementsprechend übernahm Lyngstad die Lead Vocals und ließ in ihre stimmliche Darbietung auch die emotionalen Aspekte mit einfließen, die angesichts ihrer damaligen Privatsituation gegeben waren.
Auch Slipping Through My Fingers gehörte zu den ersten drei eingespielten Songs. Ulvaeus hatte die Idee für den Text, nachdem er seine Tochter Linda dabei beobachtet hatte, wie sie zur Schule ging. Er handelt von den gemischten Gefühlen der Eltern beim Heranwachsen ihrer Kinder und der damit verbundenen Einsamkeit und Nostalgie. Hier übernahm Agnetha Fältskog den Leadgesang und erzählte später, der Song habe sich „sehr echt angefühlt“. Eine symbolische Kulisse der Küche und des Frühstückstisches, die im Text des Songs vorkommen, befindet sich heute im ABBA-Museum auf Djurgården in Stockholm.
Ein weiterer Song, dessen Grundspuren im März 1981 eingespielt wurde, war Two for the Price of One, bei dem zur Abwechslung Ulvaeus den Hauptgesang übernahm. Dieser meinte später, der Song hätte trotz des trivialen Textes ein Hit werden können, hätten Fältskog und Lyngstad die Lead Vocals gesungen. Etwa zur selben Zeit wurde das bisherige analoge Aufnahmegerät im Tonstudio durch ein digitales mit 32 Spuren ersetzt. Zwischen 27. und 29. April 1981 wurden Slipping Through My Fingers und Two for the Price of One für das Fernsehspecial Dick Cavett Meets ABBA live aufgezeichnet, neben Darbietungen einiger älterer ABBA-Songs.
Am 26. Mai wurde ein erster Versuch unternommen, Like an Angel Passing Through My Room aufzunehmen. Diese erste Demoversion trug den Arbeitstitel Twinkle Twinkle Little Star und wurde von Ulvaeus gesungen. Eine weitere Alternative zur selben Melodie entstand mit Another Morning Without You, bei der Lyngstad solo sang. Bis zum Ende der Aufnahmesessions wurden weitere Varianten mit verschiedenen Instrumentierungen und Lead Vocals ausprobiert. Eine Version, die beide ABBA-Sängerinnen beinhaltete, wurde später verworfen und durch eine Variante ersetzt, in der Lyngstad vollständig alleine singt. Für die Deluxe Edition des Albums wurde 2012 ein neun-minütiges Medley zusammengestellt, das die Entstehung von Like an Angel Passing Through My Room über mehrere Alternativversionen dokumentiert.
Am 2. September 1981 war Aufnahmebeginn für I Let the Music Speak und Head over Heels. Besonders bei letzterem hatten die Musiker Probleme. Da die neue digitale Studiotechnik sehr präzise arbeitete, konnte Toningenieur Michael B. Tretow nur noch mäßig mit Verzögerung und Verschiebung der Spuren experimentieren, was die Aufnahmen „trockener“ und „kälter“ wirken ließ. So wirkte Head over Heels trotz eingängiger Melodie und ausgefeiltem Arrangement „wie eingefroren“, zählt aber dennoch zu den schwungvolleren und fröhlicheren Songs des Albums. Währenddessen zeugte I Let the Music Speak wieder einmal von den Ambitionen der beiden Komponisten, ein Musical zu schreiben. Parallel wurde Should I Laugh or Cry produziert, das später nicht auf der Titelliste des Albums erschien, weil es als „nicht stimmig genug“ angesehen wurde. Stattdessen wurde es im Dezember 1981 als B-Seite veröffentlicht.
Am 15. Oktober 1981 gingen die Aufnahmen mit Soldiers, One of Us und das für das Album namensgebende Lied The Visitors zu Ende. Der Text des ersteren handelte in Zusammenhang mit dem Kalten Krieg von Kriegsangst und der Furcht vor einer möglichen neuen faschistischen Bewegung. One of Us handelte wiederum von den Folgen einer zerbrochenen Beziehung und wurde am 21. Oktober begonnen. Das Stück wurde später als erste Single aus dem Album ausgekoppelt und avancierte zum vorerst letzten internationalen Hit der Gruppe. Der Titelsong wurde ab 22. Oktober 1981 aufgenommen. Der Text von The Visitors handelt von Überwachung und Besuchen der Sicherheitspolizei bei Dissidenten in der Sowjetunion. Mitte November waren die Aufnahmen und Nachbearbeitungen von allen Songs abgeschlossen.

## Artwork
Das Frontcover wurde von Rune Söderqvist zusammen mit dem Fotografen Lars Larsson entworfen. Söderqvist stellte die Gruppe im kalten, ungeheizten Atelier des Malers Julius Kronberg im Freilichtmuseum Skansen, Stockholm, in einer düsteren Stimmung dar. Im Hintergrund hing ein großes Gemälde von Julius Kronberg, das den griechischen Gott Eros darstellt. Das Cover zeigte die Gruppe zum ersten Mal nicht mehr als Gemeinschaft, sondern jedes Mitglied für sich allein. Diese düstere Stimmung innerhalb der Gruppe spiegelte sich sowohl in den Melodien als auch in den Texten vieler Songs wider. Das Cover ist laut The Making of The Visitors auch das Resultat einer gewissen Erschöpfung aufgrund des jahrelangen Zusammenseins als Gruppe.

## Titelliste

### Original
Seite 1:
1. The Visitors (Crackin’ Up)
2. Head over Heels
3. When All Is Said and Done
4. Soldiers

Seite 2:
1. I Let the Music Speak
2. One of Us
3. Two for the Price of One
4. Slipping Through My Fingers
5. Like an Angel Passing Through My Room

### Bonustitel (CD-Ausgabe)
1. Should I Laugh or Cry
2. The Day Before You Came
3. Cassandra
4. Under Attack

### Deluxe Edition (2012)
1. You Owe Me One
2. I Am the City
3. From a Twinkling Star to a Passing Angel (Demo-Medley)

## Singleauskopplungen
| Jahr | Titel Album                    | Höchstplatzierung, Gesamtwochen, AuszeichnungChartplatzierungen (Jahr, Titel, Album, Platzierungen, Wochen, Auszeichnungen, Anmerkungen) | Höchstplatzierung, Gesamtwochen, AuszeichnungChartplatzierungen (Jahr, Titel, Album, Platzierungen, Wochen, Auszeichnungen, Anmerkungen) | Höchstplatzierung, Gesamtwochen, AuszeichnungChartplatzierungen (Jahr, Titel, Album, Platzierungen, Wochen, Auszeichnungen, Anmerkungen) | Höchstplatzierung, Gesamtwochen, AuszeichnungChartplatzierungen (Jahr, Titel, Album, Platzierungen, Wochen, Auszeichnungen, Anmerkungen) | Höchstplatzierung, Gesamtwochen, AuszeichnungChartplatzierungen (Jahr, Titel, Album, Platzierungen, Wochen, Auszeichnungen, Anmerkungen) | Höchstplatzierung, Gesamtwochen, AuszeichnungChartplatzierungen (Jahr, Titel, Album, Platzierungen, Wochen, Auszeichnungen, Anmerkungen) | Anmerkungen                            |
| Jahr | Titel Album                    | DE | AT | CH | UK | US | SE | Anmerkungen                            |
| ---- | ------------------------------ | --- | --- | --- | --- | --- | --- | -------------------------------------- |
| 1981 | One of Us                      | DE1 (22 Wo.)DE | AT3 (12 Wo.)AT | CH3 (7 Wo.)CH | UK3 Gold · (10 Wo.)UK | — | SE13 (2 Wo.)SE | Erstveröffentlichung: 4. Dezember 1981 |
| 1981 | When All Is Said and Done      | — | — | — | — | US27 (14 Wo.)US | — | Erstveröffentlichung: Dezember 1981    |
| 1982 | Head over Heels / The Visitors | DE19 (12 Wo.)DE | AT8 (2 Wo.)AT | — | UK25 (7 Wo.)UK | US63 (8 Wo.)US | — | Erstveröffentlichung: 5. Februar 1982  |

## Kommerzieller Erfolg

### Chartplatzierungen
| ChartsChartplatzierungen       | Höchstplatzierung | Wochen |
| ------------------------------ | ----------------- | ------ |
| Deutschland (GfK)              | 1 (37 Wo.)        | 37     |
| Österreich (Ö3)                | 1 (34 Wo.)        | 34     |
| Schweden (GLF)                 | 1 (10 Wo.)        | 10     |
| Schweiz (IFPI)                 | 1 (36 Wo.)        | 36     |
| Vereinigte Staaten (Billboard) | 29 (17 Wo.)       | 17     |
| Vereinigtes Königreich (OCC)   | 1 (19 Wo.)        | 19     |

| ChartsJahrescharts (1982) | Platzierung |
| ------------------------- | ----------- |
| Deutschland (GfK)         | 19          |
| Österreich (Ö3)           | 14          |

### Auszeichnungen für Musikverkäufe
| Land/Region                  | Auszeichnungen für Musikverkäufe (Land/Region, Auszeichnung, Verkäufe) | Verkäufe |
| ---------------------------- | ---------------------------------------------------------------------- | -------- |
| Dänemark (IFPI)              | Gold                                                                   | 10.000   |
| Deutschland (BVMI)           | Platin                                                                 | 500.000  |
| Finnland (IFPI)              | Platin                                                                 | 66.439   |
| Hongkong (IFPI/HKRIA)        | Gold                                                                   | 10.000   |
| Spanien (Promusicae)         | Gold                                                                   | 50.000   |
| Vereinigtes Königreich (BPI) | Platin                                                                 | 300.000  |
| Insgesamt                    | 3× Gold · 3× Platin ·                                                  | 936.439  |

Hauptartikel: ABBA/Auszeichnungen für Musikverkäufe